# Broselianda Hernández
Broselianda Hernández Boudet (La Habana, 3 de agosto de 1964-North Miami Beach, Florida; 18 de noviembre de 2020) fue una actriz de teatro, televisión y cine cubana.

## Biografía
Graduada en el Instituto Superior de Arte, desarrolló una intensa y exitosa carrera en el teatro, la televisión y el cine. Desde muy joven sintió gran afinidad por la actuación.
Licenciada en actuación en el Instituto Superior de Arte en 1987, con título de oro. Alumna de Vicente Revuelta, Isabel Moreno y Miriam Lezcano.
Después de graduada integra el elenco del grupo de teatro Buscón, que dirige José Antonio Rodríguez, colectivo en el cual trabajó hasta 1994. Después pasó a formar parte de la compañía El Público, dirigida por Carlos Díaz hasta 1999.
Últimamente participaba como actriz invitada en el grupo de teatro Buendía, bajo la dirección de Flora Lauten.
Protagonizó múltiples programas televisivos, entre los que se destacan las telenovelas: Cuando el agua regresa a la tierra y Las honradas. Su primera incursión en el cine, medio en el que también se ha desarrollado, se produjo en 1986, en el corto de ficción: Castillos en el aire, dirigido por Rebeca Chávez. En el 2000 trabajó como actriz invitada en la Compañía de Teatro Hispano Gala en Washington D. C.

### Fallecimiento
El cuerpo sin vida de Broselianda Hernández fue encontrado en las aguas de una playa de North Miami Beach, ciudad donde residía, el 18 de noviembre de 2020. Si bien todo indicaba que murió ahogada al no presentar signos de violencia, las autoridades se encontraban investigando las causas de su muerte. Tenía cincuenta y seis años.

## Filmografía
- 1986 Castillos en el aire (CM. Ficc.). Directora Rebeca Chávez.
- 1989 Bajo presión. Director Víctor Casaus.
- 1990 Isla Margarita (Italia, Cuba). Director Vincozencio Badolizani.
- 1994 Tiburón en La Habana (Francia, Cuba). Director Alain Naltum.
- 1996 Sabor latino (España, Cuba). Director Pedro Carvajal.
- 1997  Cosas que dejé en La Habana (España, Cuba). Director Manuel Gutiérrez Aragón.
- 1999 Las profecías de Amanda. Director Pastor Vega.
- 2000 Nada. Director Juan Carlos Cremata.
- 2001 Dos mujeres (Mediometraje). Director Max Álvarez.
- 2005 Barrio Cuba. Director Humberto Solás.
  - Siempre Habana (España). Director Ángel Peláez.
  - Una rosa de Francia (España). Director Manuel Gutiérrez Aragón.
  - Mata, que Dios perdona. Director Ismael Perdomo.
- 2008 Así está bien (Corto de ficción). Director Alejandro Soto.
- 2009 La Anunciación (LM Ficc.). Director Enrique Pineda Barnet.
- 2010 José Martí: el ojo del canario. Director Fernándo Pérez.
- 2015 El Acompañante. Director Pavel Giroud.

## Premios y reconocimientos
- 2006, Barrio Cuba. Mención Especial. Festival de Cine de Providence.
- 1994, Cuando el agua regresa a la tierra. Premio a la mejor actuación femenina en televisión. Concurso de la Unión de Escritores y Artistas de Cuba. La Habana,
- 1995. Morir de noche y El público. Premio a la mejor actuación femenina en teatro. Concurso de la Unión de Escritores y Artistas de Cuba. La Habana, Yerma.
- 1999, Premio a la mejor actuación femenina de reparto en teatro. Concurso de la Unión de Escritores y Artistas de Cuba. La Habana.